# Mary Stewart (athlétisme)
Pour les articles homonymes, voir Mary Stewart (homonymie) et Stewart.
Mary Stewart (née le 25 février 1956 à Birmingham au Royaume-Uni) est une athlète britannique, spécialiste du demi-fond,.
Elle est demi-finaliste des Jeux olympiques de Montréal en 1976 sur 1 500 mètres.
En 1977, elle est championne d'Europe en salle à Saint-Sébastien sur cette même distance. 
En 1978, elle gagne les Jeux du Commonwealth d'Edmonton.
Elle est la sœur cadette de Ian Stewart, champion d'Europe du 5000 mètres en 1969 et champion du monde de cross country en 1975.